# مقاطعة فريبورن (مينيسوتا)
مقاطعة فريبورن (بالإنجليزية: Freeborn County)‏ هي إحدى مقاطعات ولاية مينيسوتا في الولايات المتحدة الأمريكية.